# 托馬斯·瓜迪亞·古鐵雷斯
托馬斯·瓜迪亞·古鐵雷斯（西班牙語：Tomás Guardia Gutiérrez，1831年12月16日—1882年7月6日）是一名哥斯大黎加政治人物，1870年至1876年及1877年至1882年兩度擔任哥斯大黎加總統。
1870年4月27日，一群軍官廢黜了赫蘇斯·希門尼斯·薩莫拉總統，瓜迪亞就是其中之一。在他的同謀布魯諾·卡蘭薩短暫的總統任期內，他是王位的幕後掌權者。
隔年，他頒布哥斯大黎加1871年憲法:47，該憲法一直有效到1948年。
1876年5月8日，他將總統職位讓給阿尼塞托·埃斯基韋爾·薩恩斯。在埃斯基韋爾的短暫任期內和其繼任者比森特·埃雷拉·澤萊頓的任期內，他繼續掌權，直到1877年9月11日自己重新擔任總統。同年晚些時候，他廢除了死刑。
他一直任職到1882年7月6日去世，享年50歲。